# Оглоблин Олександр Петрович
Огло́блин Олекса́ндр Петро́вич (справжнє прізвище Мезько́; 24 листопада [6 грудня] 1899, Київ — 16 лютого 1992, Спрингфілд) — український історик, архівіст та політичний діяч, автор близько 1000 наукових праць.  Голова Київської міської управи (бургомістр) у Райхскомісаріаті Україна у вересні—жовтні 1941 року. З 1944 року — в еміграції. Серед його учнів — канадський історик Орест Субтельний.

## Біографія

### Ранні роки
Народився 24 листопада (6 грудня) 1899 року в Києві, нині Україна (тоді Київська губернія, Російська імперія), походив зі стародавнього білорусько-українського роду Лашкевичів. Батьківське прізвище — Мезько, виховувався вітчимом Петром Оглоблиним (чиє прізвище потім і перейняв).
Закінчив Третю Київську чоловічу гімназію. Восени 1917 року поступив на історико-філологічний факультет Університету св. Володимира (нині Київський національний університет імені Тараса Шевченка), де прослухав скорочений курс і з 1919 року почав викладати історію та українознавство в київських школах. У 1921–1941 роках викладав у Київському інституті народної освіти. 3 квітня 1922 року він здобув професорське звання, а після захисту в 1926 році дисертації першим із вітчизняних істориків був удостоєний наукового ступеня доктора історії української культури.
У 1930-х роках був директором Київського центрального архіву давніх актів, працював у інституті історії України АН УРСР. В процесі вивчення та систематизування вітчизняної історії використовував «Історію Русів», у 1930—1931 роки зазнав переслідувань, арештовувався органами ОДПУ. Співпрацював з Костянтином Штепою, але під час другої світової війни поступово розірвав з ним зв'язки через співпрацю останнього з гестапо, негативну роль у знищенні українсько-націоналістичного руху в Києві та перехід на російсько-імперські позиції в історії.

### Бургомістр Києва
Див. також Київська міська управа
Після нацистської окупації Києва представники похідних груп ОУН зібрали збори ініціативної групи, куди запросили представників інтелігенції міста, про національно свідомі позиції яких було відомо за межами Радянської України. Було висунуто дві кандидатури на посаду голови Київської міської управи — Олександра Оглоблина та Володимира Багазія. При цьому сам Оглоблин згоден був поступитися Багазію, якого він добре знав, але проти цього виступили представники ОУН. Оглоблина також було введено у склад Української Національної Ради.
Очоливши Київську міську управу, Олександр Оглоблин чимало зробив для відновлення функціонування господарської мережі, зокрема знов почав ходити трамвай, поновлено подачу електроенергії, запрацювали телефонна мережа, водопровід. У жовтні 1941 року, коли нацисти розпочали знищення євреїв, марно намагався захистити деяких з них, але йому було заявлено, що «єврейське питання належить до виняткової компетенції німецької влади і вона вирішуватиме його, як вважатиме за потрібне».
Олександр Оглоблин сприяв відновленню придушеної більшовиками української ідентичності нації. При ньому почав виходити часопис «Літаври», що його редагувала Олена Теліга. Саме він ініціював збір архівних матеріалів про злочини комуністичного режиму. Зняли його з посади нацисти вже за місяць після призначення через «надмірну» пропаганду української національної культури.
У 1942 році працював у Києві директором Музею-архіву переходової доби, в якому збиралися документальні та усні свідчення про руйнування міських культурних пам'яток, був професором Київського університету.

### Еміграція
У 1943 році виїхав до Львова. 1944 року емігрував до Праги, де викладав та був професором Українського вільного університету з 1946 по 1951 рік. 1945 року університет було переміщено до Мюнхена, куди переїхав і він, зберігши посаду професора.
У 1951 році переїхав до США, де брав активну участь у діяльності місцевої української громади. Заснував і очолив Українське генеалогічне товариство (1963) та Українське історичне товариство (1965). У 1968–1970 роки — професор історії Гарвардського університету. У 1970–1989 роках очолював Українську вільну академію наук у США. Видав у США ряд монографій з української історії.
Помер у 1992 році в місті Спрингфілд, штат Массачусетс, США.

## Твори
- Гетьман Іван Мазепа та його доба. (2001)
- Оглоблин О. Гетьман Іван Мазепа та його доба. (1960)
- Оглоблин О. Українська історіографія. 1917—1956 / пер. з англ. — К., 2003. — 253 с. — ISBN 966-8225-18-Х.
- Герб міста Києва (1942) // Наука і суспільство. — 1994. — № 7–8. — С. 49–51.
- Люди старої України (1959)
- Історія України. Короткий курс (1941, спільно з С. Белоусовим, К. Гуслистим, Ф. Ястребовим, М. Петровським, М. Супруненком).
- Проблема державної влади на Україні за Хмельниччини й Переяславська Угода 1654 року. (1965)
- Михайло Сергієвич Грушевський (1866—1934). (1966)
- Московська теорія III Риму в XVI—XVII стол. (1951)
- Хмельниччина і українська державність. Лекція 1. (Нью-Йорк, 1954)